# J-гомоморфизм
J-гомоморфизм — гомоморфизм из гомотопических групп {\displaystyle \pi _{r}(\mathrm {SO} (q))} специальных ортогональных групп в гомотопические группы сфер. Он был определен Джорджем Уайтхедом как обобщение конструкции Хайнца Хопфа, который построил этот гомоморфизм для случая {\displaystyle r=q+1}.

## Построение
J-гомоморфизм есть гомоморфизм абелевых групп 
{\displaystyle J\colon \pi _{r}(\mathrm {SO} (q))\to \pi _{r+q}(\mathbb {S} ^{q}),}
определённый для всех целых чисел {\displaystyle r,q\geqslant 2}.
Элемент специальной ортогональной группы {\displaystyle \mathrm {SO} (q)} можно рассматривать как отображение
{\displaystyle \mathbb {S} ^{q-1}\rightarrow \mathbb {S} ^{q-1}.}
Значит, элементам гомотопической группы {\displaystyle \pi _{r}(\mathrm {SO} (q))} сопоставляется гомотопический класс отображения
{\displaystyle \mathbb {S} ^{r}\times \mathbb {S} ^{q-1}\rightarrow \mathbb {S} ^{q-1}.}
Применение к этому конструкции Хопфа даёт отображение
{\displaystyle \mathbb {S} ^{r+q}=\mathbb {S} ^{r}*\mathbb {S} ^{q-1}\rightarrow S(\mathbb {S} ^{q-1})=\mathbb {S} ^{q},}
гомотопический класс которого есть образ этого элемента при J-гомоморфизме.